# Zach (cràter)
Zach és un cràter d'impacte de la Lluna, fortament ple de cràters. A nord es troba el cràter Lilius, mentre que a sud-est es localitza Pentland, i a sud Curtius, un cràter més gran. A causa de l'escorç, el cràter té una aparença oblonga quan es veu des de la Terra. El cràter té 71 km de diàmetre i 3,7 km de profunditat. És del període Nectarià, de fa entre 3920 i 3850 milions d'anys.

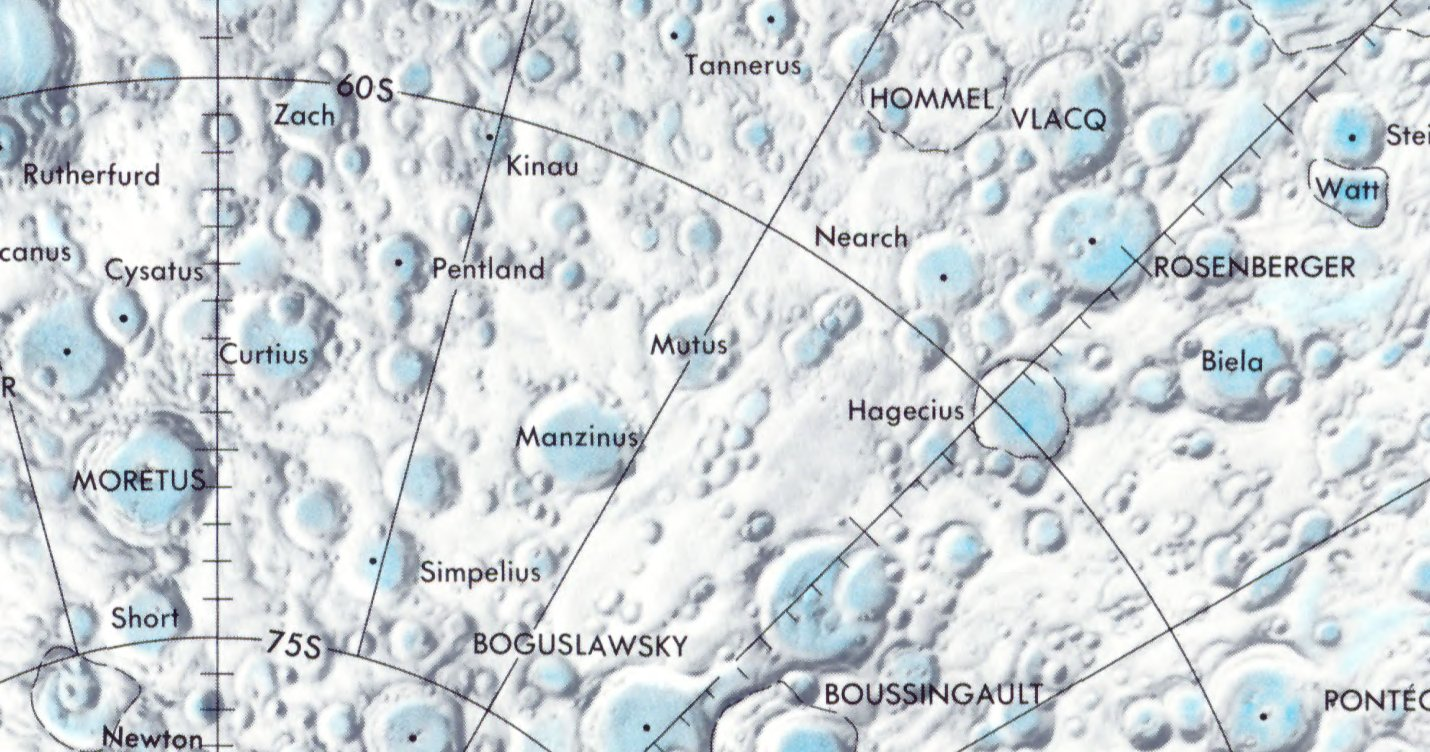
Localització de Zach (quadrant superior esquerra de la imatge)
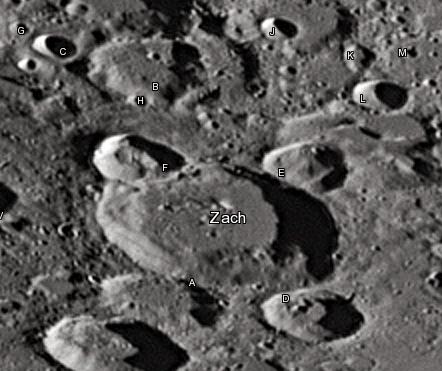
Cràters satèl·lits

Les parets internes del cràter són prominentment aterrassades, mentre que parts de la paret exterior apareixen sense vora pels cràters menors. Es localitzen cràters adjacents units a les parts nord-est, sud-oest i sud de el contorn. També s'observa un parell de cràters superposats en la vora nord-oest. La part inferior és relativament plana, amb alguns petits cràters i un doble pic central desplaçat cap al nord.

## Cràters satèl·lits
Per convenció aquests elements són identificats en els mapes lunars posant la lletra en el costat del punt central del cràter que està més proper a Zach.
| Zach | Coordenades                        | Diàmetre |
| ---- | ---------------------------------- | -------- |
| A    | 62° 30′ S, 5° 06′ E / 62.5°S,5.1°E | 36 km    |
| B    | 58° 36′ S, 3° 00′ E / 58.6°S,3.0°E | 32 km    |
| C    | 58° 30′ S, 1° 18′ E / 58.5°S,1.3°E | 13 km    |
| D    | 62° 06′ S, 7° 54′ E / 62.1°S,7.9°E | 32 km    |
| E    | 59° 24′ S, 6° 18′ E / 59.4°S,6.3°E | 24 km    |
| F    | 60° 00′ S, 3° 12′ E / 60.0°S,3.2°E | 28 km    |
| G    | 58° 24′ S, 0° 30′ E / 58.4°S,0.5°E | 6 km     |
| H    | 59° 00′ S, 2° 54′ E / 59.0°S,2.9°E | 7 km     |
| J    | 57° 24′ S, 4° 42′ E / 57.4°S,4.7°E | 11 km    |
| K    | 57° 24′ S, 6° 12′ E / 57.4°S,6.2°E | 9 km     |
| L    | 58° 06′ S, 6° 54′ E / 58.1°S,6.9°E | 16 km    |
| M    | 57° 06′ S, 7° 00′ E / 57.1°S,7.0°E | 5 km     |